# Tlalca
Tlalca är en ort i Mexiko.   Den ligger i kommunen Texhuacán och delstaten Veracruz, i den sydöstra delen av landet, 240 km öster om huvudstaden Mexico City. Tlalca ligger 2 031 meter över havet och antalet invånare är 635.
Terrängen runt Tlalca är kuperad åt sydväst, men åt nordost är den bergig. Runt Tlalca är det ganska tätbefolkat, med 199 invånare per kvadratkilometer. Närmaste större samhälle är Zongolica, 7,1 km nordost om Tlalca. I omgivningarna runt Tlalca växer huvudsakligen savannskog.